# Doom (banda japonesa)
Doom (estilizado em maiúsculas) é uma banda japonesa de metal progressivo, trash metal e metal experimental formada em 1986 em Tóquio pelos ex-membros da banda Zadkiel Koh e Jouichi, a primeira formação incluía Takashi "Taka" Fujita (vocais/guitarra), Koh "Pirarucu" Morota (baixo) e Jouichi "Joe" Hirowaka (bateria).

## História
O grupo estreou em 1986 lançando seu primeiro EP, Go Mad Yourself!, seguido pelo álbum de estreia, No More Pain, em 1987. O grupo conquistou popularidade na cena indie de metal e assinou contrato com a gravadora japonesa Invitation. A banda continuou a lançar muitos outros álbuns e até fez um show nos Estados Unidos, no CBGB's, em outubro de 1988. Em 7 de maio de 1999, o membro fundador Koh foi encontrado morto, aparentemente afogado. Eles lançaram seu último álbum, Where Your Life Lies!?, em novembro de 1999, antes de se separarem oficialmente em agosto de 2000.
Em 2014, Fujita e Pazz se juntaram ao baixista Kodaira (Casbah/Skull Smash), para um breve set de 15 minutos em um evento em homenagem ao baixista do United, Akihiro Yokoyama, que faleceu em maio daquele ano. O Doom anunciou posteriormente que eles se reuniriam novamente e fizeram sua primeira apresentação completa em 12 de janeiro de 2015, no Club Citta em Kawasaki.
Em 14 de dezembro de 2015, foi anunciado na página oficial da banda no Facebook que eles haviam gravado um novo álbum chamado Still Can't The Dead,  eles revelaram a arte da capa também. O novo álbum foi lançado em 2 de março de 2016. Mais tarde naquele mês, a banda revelou a lista de faixas em sua conta no Twitter. 

## Membros

### Membros atuais
- Takashi "Taka" Fujita – voz, guitarra (1985–2000, 2014–presente)
- Shigeru "Pazz" Kobayashi – bateria (1990–2000, 2014–presente)
- Yukiya Abe – baixo (2019–presente)

### Ex-membros
- Jouichi "Joe" Hirokawa – bateria (1985–1990)
- Koh "Pirarucu" Morota - baixo (1985–1994; falecido em 1999)
- Masami Chiba – baixo  (1994–2000)
- Takatoshi Kodaira – baixo (2014–2019)

### Músicos de apoio
- Yoshiki Hayashi – bateria (ao vivo – 1985)
- Naruyoshi Kikuchi – saxofone (convidado – 1991)

## Discografia

### Álbuns
- No More Pain (1987)
- Complicated Mind (1988)
- Incompetent... (1989)
- Human Noise (1991)
- Doom VI – Illegal Soul (1992)
- Where Your Life Lies!? (1999)
- Still Can't the Dead (2016)

### Singles
- Why!?/Last Stand to Hell (1986)
- "Freakout" (1995)

### EPs
- Go Mad Yourself! (1986)
- Killing Field (1988)
- The Nightmare Runs with Cocobat (split ep, 1993)
- Sure with Hedgehog (split ep, 1994)

### Compilações
- No More Pain - Complete Explosionworks Session (2015)
- Instruction Manual... 1988-1991 (2016)

### Aparições em compilações
- "You End.Get Up! You" - Skull Thrash Zone Vol.1 (1987)
- "Doom's Day" - Skull Thrash Zone Vol.1 (1987)
- "Will Never End" - Dance 2 Noise 003 (1992)
- "1st Wild Thrush Of Fear" - Rad (1993)
- "Parasite" - Dance 2 Noise 006 (1993)
- "The Scraps Screamed" - New Konservatiw (1994)
- "Afraid..." - Extreme Hot Candy the News from Far East Loud Scene (1994)
- "Taste" - The Nightmare Runs (1995)

### Álbuns de vídeo
- Insomniac Days - The History of DOOM - (2017)